# 河端章好
河端 章好（かわばた あきよし）は、日本の地方公務員。公立大学法人宮城大学副理事長、宮城県副知事を経て、宮城県立美術館館長。

## 人物・経歴
東北大学法学部卒業。1976年宮城県庁入職。出納長、経済商工観光部長を経て、2013年公立大学法人宮城大学副理事長兼総務企画担当理事。2017年から若生正博の後任として副知事を務めた。2019年退任、宮城県立美術館館長。2023年、瑞宝中綬章受章。